# 18 and Life
18 and Life – hair metalowy singel amerykańskiego zespołu Skid Row. Utwór opowiada historię chłopca – Ricky'ego, który właśnie skończył 18 lat i przechodzi poważne problemy okresu dojrzewania. Kłóci się z ojcem, popada w alkoholizm, a ostatecznie zabija swojego kolegę, za co trafia do więzienia. Wiele osób twierdzi, że jest to nawiązanie do historii Vince'a Neila – wokalisty Mötley Crüe.